# パナソニック システムソリューションズ ジャパン

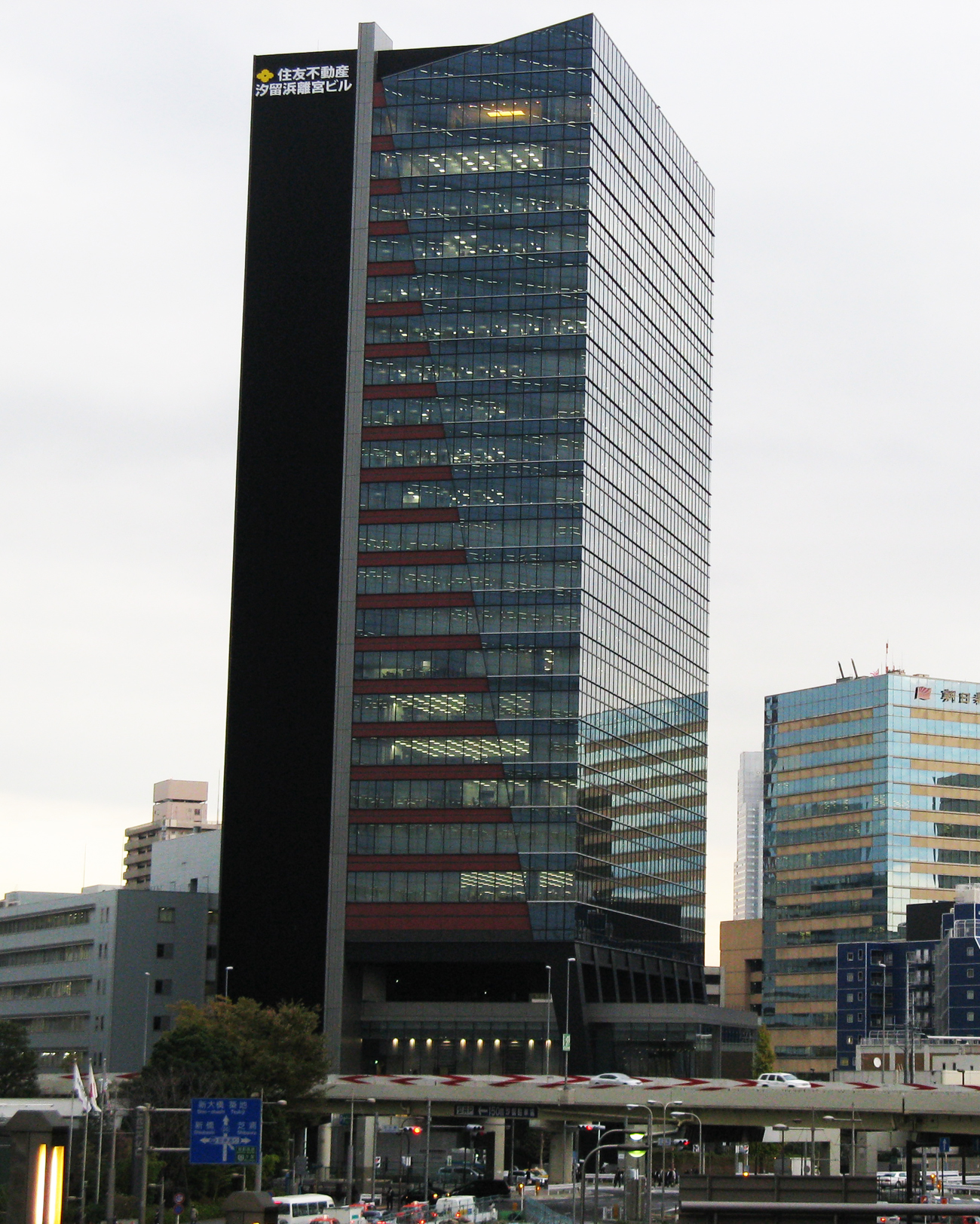
本社：住友不動産汐留浜離宮ビル

パナソニックシステムソリューションズジャパン株式会社（英:Panasonic System Solutions Japan Co., Ltd）は、かつて存在したパナソニックグループの法人向けシステム販売やSI事業などを統合した企業。
パナソニック コネクトのかつての社名である。

## 沿革

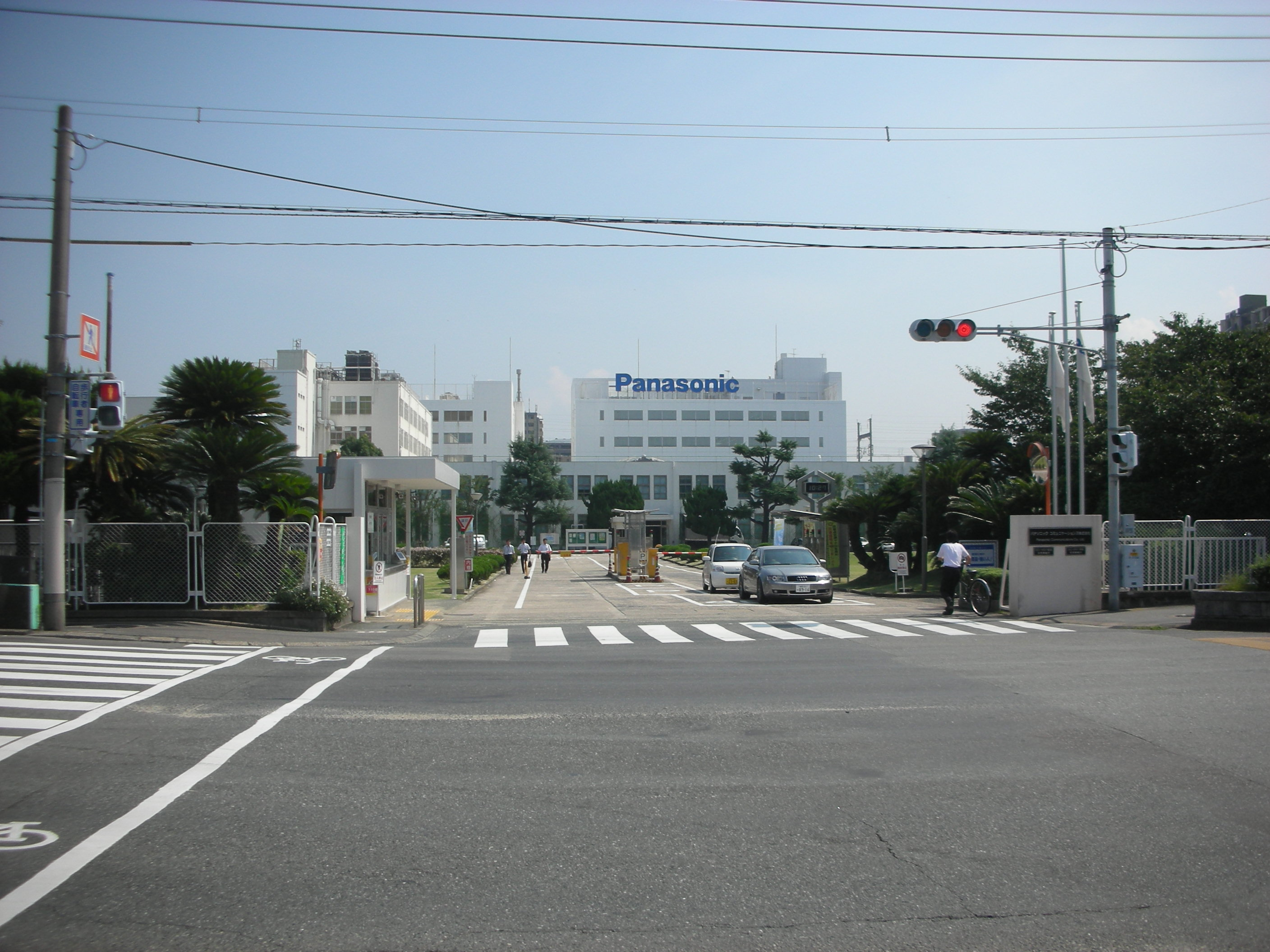
本店：旧・九州松下電器本社（2009年8月）

- 1955年（昭和30年）12月24日 - 九州松下電器株式会社設立。
- 1956年（昭和31年）1月 - 日本ゴムから同社福岡工場の土地及び建物を買い取る。
- 1958年（昭和33年）- 松下通信工業株式会社設立。
- 1962年（昭和37年）- 東方電機株式会社が松下電器グループ入り。
- 1970年（昭和45年）- 東方電機を松下電送機器株式会社に改称。
- 1982年（昭和57年）- 松下電送機器を松下電送株式会社に改称。
- 1998年（平成10年）- 松下電器の事務機器事業部と松下電送が統合し、松下電送システム株式会社を設立。
- 2002年（平成14年）- 株式交換により、松下通信工業、九州松下電器及び松下電送システムが松下電器産業の完全子会社となる
- 2003年（平成15年）1月1日 - 九州松下電器、松下電送システム及び松下通信工業のPBX・ホームテレホン事業、松下電器のシステム営業本部の固定通信関連営業及び松下電器のカラープリンティング開発センターが統合し、パナソニック コミュニケーションズ株式会社となる。
- 2004年（平成16年）- 上期において長野事業場を新潟事業場に、9月に長崎事業場を佐賀事業場へ集約。
- 2005年（平成17年）4月 - 城島事業場を松下電工へ、パナソニック コミュニケーションズ タイ株式会社 (PCCT) を松下電器産業 モータ社へ事業移管。
- 2007年（平成19年）4月1日 - パナソニック 四国エレクトロニクスよりPC用光学ドライブ事業の譲渡を受け、パナソニック コミュニケーションズが手がけているポータブル型光学ドライブ事業と統合。
- 2009年（平成21年）- 6月末に、いずれも旧松下電送システムの事業場で、開発拠点の宇都宮事業場と生産拠点の新潟事業場を福岡および佐賀事業場に統合し、宇都宮及び新潟の両事業場を閉鎖。
- 2010年（平成22年）1月1日 - パナソニックの「システムソリューションズ社」と事業統合し、パナソニック システムネットワークス株式会社に社名変更。本社を東京都目黒区に移転。登記上本店は当面福岡市博多区美野島のままとしたが、パナソニック コネクト発足後も美野島から移転しない。
- 2013年（平成25年）3月1日 - パナソニック システムネットワークス、パナソニックSSインフラシステム、及び販売・ソリューション会社のパナソニック システムソリューションズ ジャパンの3社を統合し、新生パナソニック システムネットワークス株式会社が発足。本社は東京都中央区とするも、本店は美野島のまま。
- 2014年（平成26年）3月31日 - パナソニック ヘルスケアから補聴器事業の譲渡を受ける[2]。
- 2017年（平成29年）4月1日 - パナソニック システムソリューションズ ジャパン株式会社へ社名変更。同時にパナソニック システムネットワークスを会社分割し、セキュリティシステム事業部、コミュニケーションプロダクツ事業部、オフィスプロダクツ事業部、AVシステムビジネスユニット及び直轄部門の一部をパナソニックへ吸収分割する[3]。
- 2022年（令和4年）4月1日 - パナソニックグループの事業会社制に伴い、法人としての当社はコネクティッドソリューションズ社の事業を引き継ぎパナソニック コネクト株式会社に移行した。当社の従来からの事業については、同社内に設立された「現場ソリューションカンパニー」に移行した。本店は変更せずに美野島に置く。

## 拠点
- 本社：東京都中央区銀座8-21-1
- 北海道社：北海道札幌市豊平区月寒中央通11-7-40
- 東北社：宮城県仙台市青葉区一番町2-4-1
- 関越社：埼玉県さいたま市大宮区土手町2-16-1
- 北陸社：石川県金沢市米泉町7-43-1
- 中部社 愛知県名古屋市東区東桜1-14-11　DNI東桜ビルディング
- 関西社：大阪府大阪市淀川区宮原1-2-33
- 中国社：広島県広島市中区八丁堀5-7
- 四国社：香川県高松市勅使町181-5
- 九州社：福岡県福岡市博多区上呉服町10-1

## 関連企業等
- パナソニック SSサービス
- 光英システム
- リンクレイマーケティング

## 備考
パナソニック システムネットワークス時代までは、日本国内で事実上唯一ファクシミリを自社生産する大手電機メーカーであった。その地位もパナソニック システムソリューションズ ジャパン発足に伴いパナソニックに移管され、パナソニック コネクト発足後はパナソニック エンターテインメント&コミュニケーションに移管されている。
そのため、パナソニック製ファクシミリは自社系列電器店である「パナソニックショップ」だけでなく、「日立チェーンストール」・「東芝ストアー」・「三菱電機ストアー」・「シャープフレンドショップ」・「ソニーショップ」にも供給されている。